# Накомяды
Накомяды (пол. Nakomiady; нем. Eichmedien) — деревня в гмине Кентшин, Кентшинского повята, Варминьско-Мазурское воеводства, в северной части Польши. Находится приблизительно в 10 километрах на юго-восток от города Кентшин и в 68 километрах на восток от воеводской столицы Ольштын.
До 1945 года эта территория была частью Германии (Восточная Пруссия).

## История

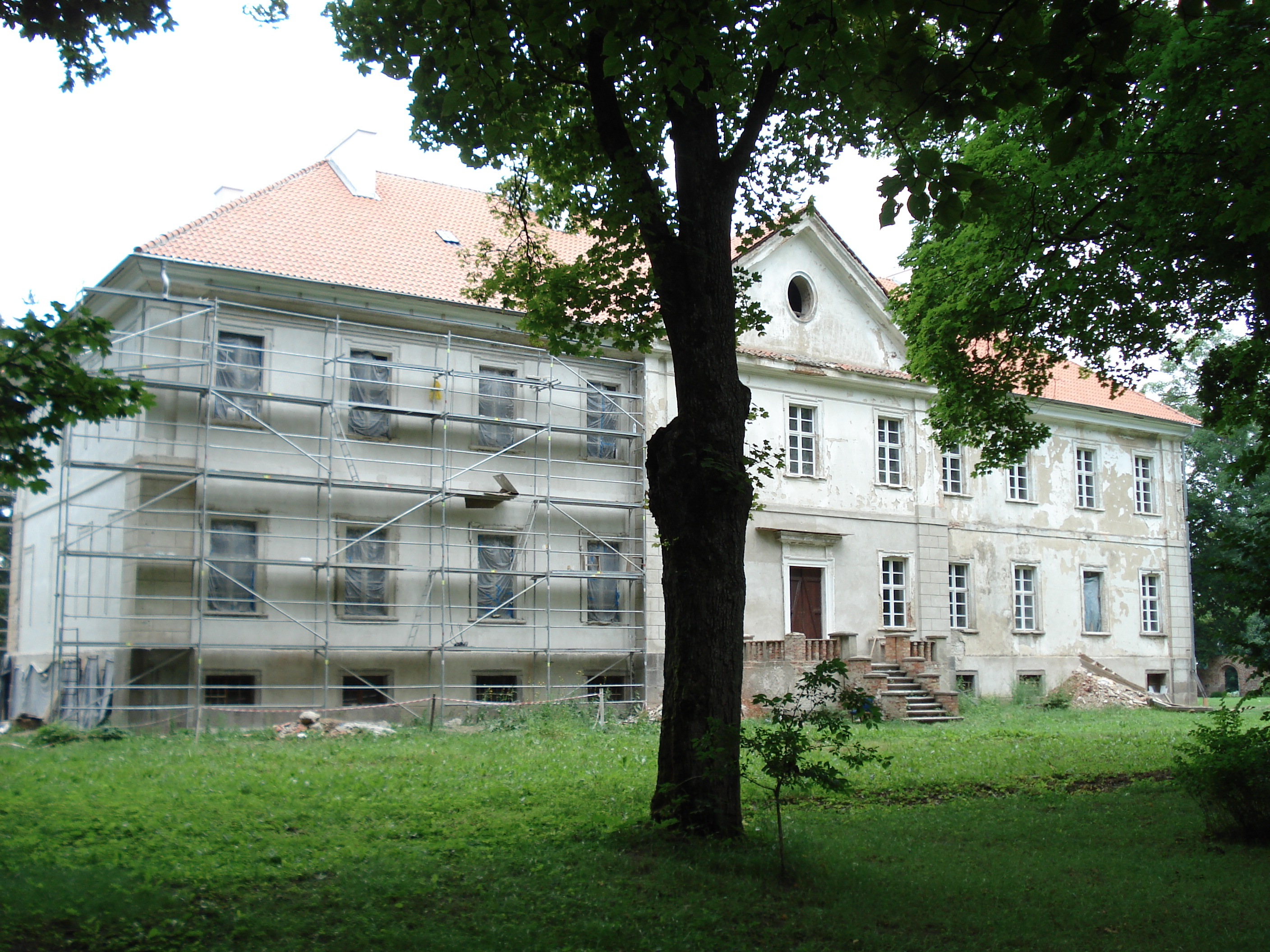
Дворец в Накомядах

Замок построен тевтонским рыцарем Конрадом фон Кибургом в 1392—1396 гг. Однако позже этот замок был разрушен, и с тех времен сохранились только фундамент и своды подвального помещения. В 1653 году Фридрих Вильгельм I (курфюрст Бранденбурга) подарил Накомяды (нем. Eichmedien) и окружающие деревни Йоханну фон Ховербеку в знак благодарности за его заслуги как посла Пруссии в Варшаве. Дворец был построен на остатках орденского замка. В 1789 году Фридрих фон Редекер купил Накомяды, которые оставались во владении его семьи до 1930 года.